# Platteville (Colorado)
Platteville es un pueblo ubicado en el condado de Weld en el estado estadounidense de Colorado. En el Censo de 2010 tenía una población de 2.485 habitantes y una densidad poblacional de 378,19 personas por km².

## Geografía
Platteville se encuentra ubicado en las coordenadas 40°13′8″N 104°50′12″O / 40.21889, -104.83667. Según la Oficina del Censo de los Estados Unidos, Platteville tiene una superficie total de 6.57 km², de la cual 6.54 km² corresponden a tierra firme y (0.39%) 0.03 km² es agua.

## Demografía
Según el censo de 2010, había 2.485 personas residiendo en Platteville. La densidad de población era de 378,19 hab./km². De los 2.485 habitantes, Platteville estaba compuesto por el 73.04% blancos, el 0.2% eran afroamericanos, el 0.56% eran amerindios, el 0.36% eran asiáticos, el 0.32% eran isleños del Pacífico, el 22.98% eran de otras razas y el 2.54% pertenecían a dos o más razas. Del total de la población el 38.95% eran hispanos o latinos de cualquier raza.